# Moon-sur-Elle
Moon-sur-Elle település Franciaországban, Manche megyében. Lakosainak száma 779 fő (2022. január 1.). Moon-sur-Elle Lison, Sainte-Marguerite-d’Elle, Airel, La Meauffe és Saint-Clair-sur-l’Elle községekkel határos.

## Népesség
A település népességének változása:
| Lakosok száma | 765  | 579  | 792  | 838  | 841  | 849  | 842  | 804  | 785  | 779  |
|               | 1968 | 1982 | 1990 | 2006 | 2013 | 2015 | 2017 | 2019 | 2020 | 2022 |